# D'Aspremont Lynden

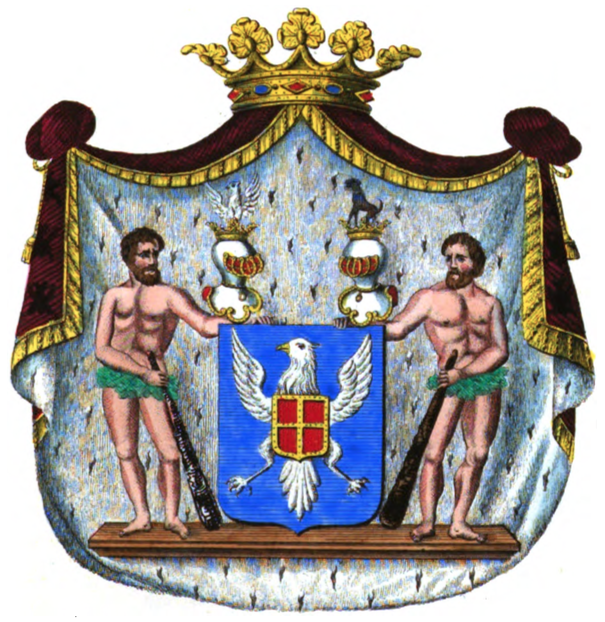
Familiewapen.

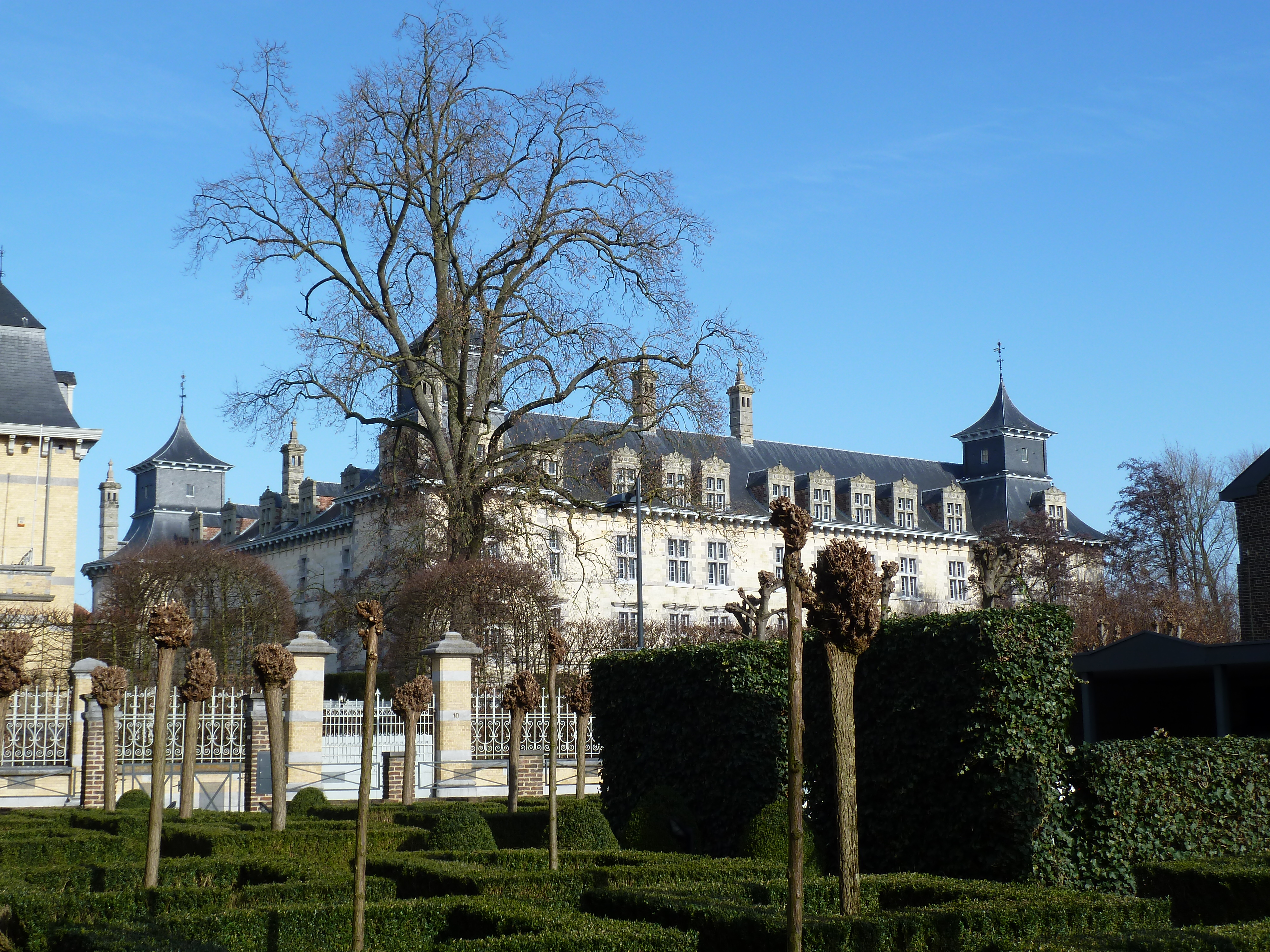
Kasteel d'Aspremont-Lynden

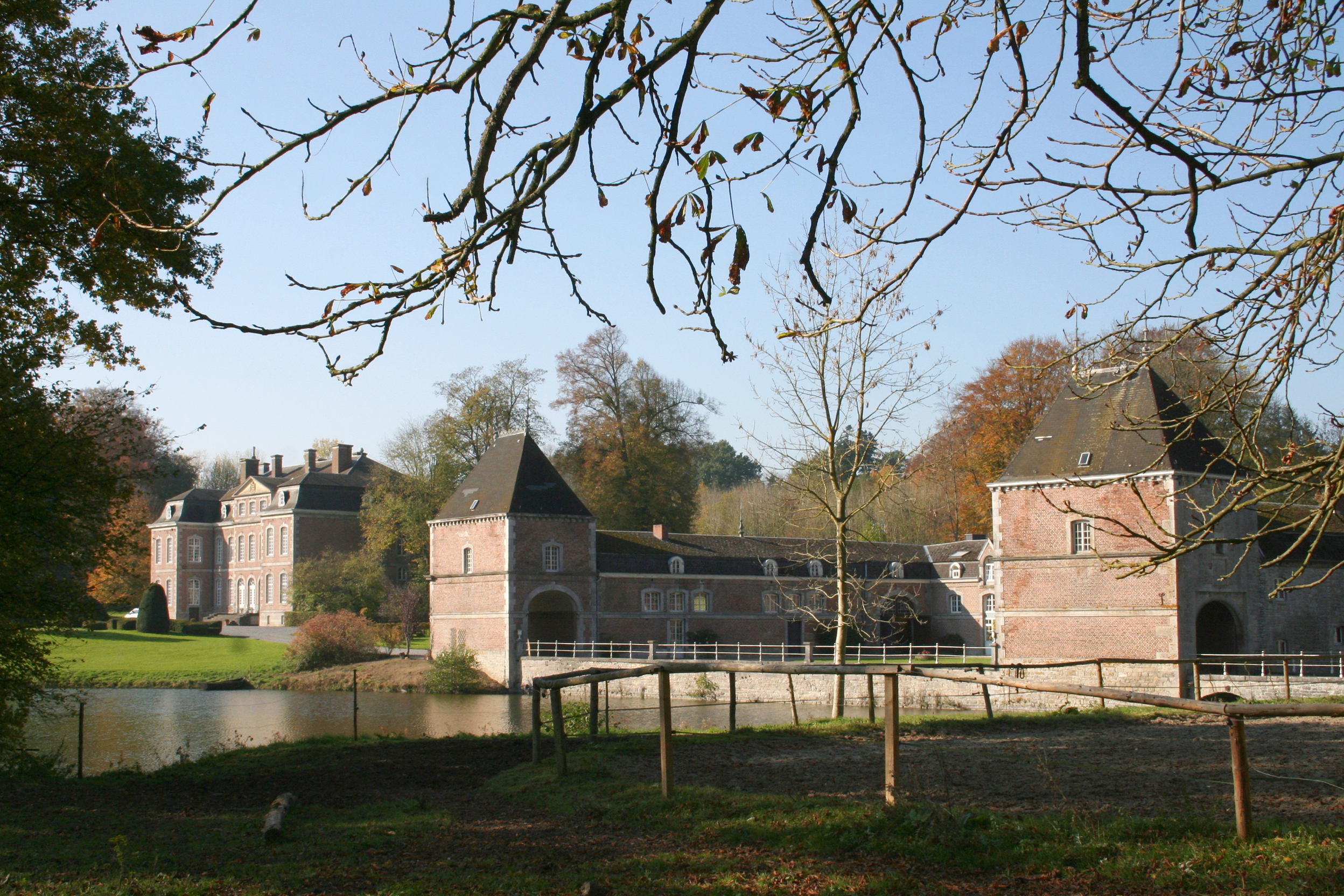
Kasteel van Barvaux-Condroz

D'Aspremont Lynden (ook: D'Aspremont Lynden de Maillen) is een geslacht waarvan leden sinds 1816 tot de moderne Belgische adel behoren, met de titel van graaf/gravin. Oorspronkelijk heette het geslacht Lynden en na de verwerving van Aspremont in 1676 door Ferdinand Gobert d'Aspremont-Lynden werd de naam d'Aspremont-Lynden.

## Geschiedenis
De bewezen stamreeks begint met Thierry van Lynden (†1566), die in 1520 huwde, eerste vermelding van een lid van dit geslacht. In 1676 en 1677 volgden adelsbesluiten van keizer Leopold I voor nazaten van dit geslacht, met de titel van graaf op allen. Ferdinand d'Aspremont-Lynden was graaf van het rijksgraafschap Rekem. Sinds Ferdinand Gobert d'Aspremont Lynden streden diverse telgen in Oostenrijkse dienst.
Vanaf 1699 hadden leden zitting in de ridderschap van onder andere Namen en Luik.
Bij collectief Koninklijk Besluit van 20 februari 1816 werd Joseph-Ferdinand d'Aspremont Lynden (1784-1843) benoemd in de (moderne) ridderschap van Namen met de titel van graaf op allen. In de eeuwen die volgden hadden leden bestuursfuncties op lokaal, provinciaal en nationaal niveau. In de 20e eeuw dienden enkele leden de wetenschap.

### Vermeende afstammingen
Sinds Christophorus Butkens (1590-1650) werd gesuggereerd dat Thierry van Lynden (†1566) afstamde van het oud-adellijke geslacht Van Lynden uit de Noordelijke Nederlanden, maar die these is onhoudbaar gebleken. Nog weer later usurpeerden zij de naam d'Aspremont, als zouden zij afstammen van het oud-adellijke geslacht van die naam; ook dit bleek onbewezen.

## Adelsbesluiten
- 1676: Bevestiging van de aloude verheffing tot graafschap van de Lotharingse heerlijkheid Aspremont en verlening van de titel graaf d'Aspremont en van Lynden (overdraagbaar op alle afstammelingen die de naam dragen), machtiging om het predicaat 'Hoch- und Wohlgeboren' te voeren en wapenvermeerdering voor graaf Ferdinandus-Maximilianus d'Aspremont et de Lynden, baron van Froidcourt, alsook voor zijn broer Carolus-Franciscus (kleinzonen van Carolus-Ernestus de Lynden), baron van Froidcourt en van het Heilige Roomse Rijk). Het diploma werd bij de Geheime Raad van het prinsbisdom Luik geregistreerd.
- 1677: Wapenvermeerdering voor graaf Ferdinandus Gobertus d'Aspremont van Lynden van Reckheim en van het Heilige Roomse Rijk, enz., kolonel in Oostenrijkse dienst, enz. (zoon van Ferdinandus de Lynden, graaf van Reckheim en van het Heilige Roomse Rijk).
- 1816: Benoeming van Joseph-Ferdinand-Gobert d'Aspremont Lynden de Barvaux met de titel graaf in de Ridderschap van Namen (afstammeling van Carolus-Ernestus de Lynden, baron van Froidcourt en van het Heilige Roomse Rijk). In de eerste adelslijst wordt vermeld dat de titel overdraagbaar is op alle afstammelingen.
- 1909: Toevoeging van de naam de Maillen toegekend aan Guy-Gobert graaf d'Aspremont Lynden.

## Wapenbeschrijvingen
- 1676: Scutum videlicet coeruleum sive azureum coronatum, quod aquilam albam seu argenteam simplicem, alis pedibusque divaricatis, lingua rubea exserta, dextrorsum respicientem repraesentet, in cuius pectore aliud minus scutum rubeum cruce aurea per totum aequaliter extensa fulgeat. Scuto maiori binae galeae clathratae, torneariae vulgo dictae, sibi invicem obversae itidem coronatae incumbant chlamide, exterius [purpurea] atque imperialibus aquilis aureis bicipitibus intertexta, interius vero vellere pontico cum caudulis suis nigris suffulta ac retro scutum totum propendente obtectae, e quarum dextra cono supradescripta aquila volaturienti similis pectore tenus exsurgat, sinistrae vero vertagus niger aureo collari vinctus ad dextram pariter versus insideat. Ex utroque scuti latere astent bini telamones viri silvestres serto frondeo pubem tecti, altera manu clav[a]e ligneae innixi, altera praedictam chlamidem pandentes.

Het wapen van de tak Rekem wijkt hiervan sterk af: 

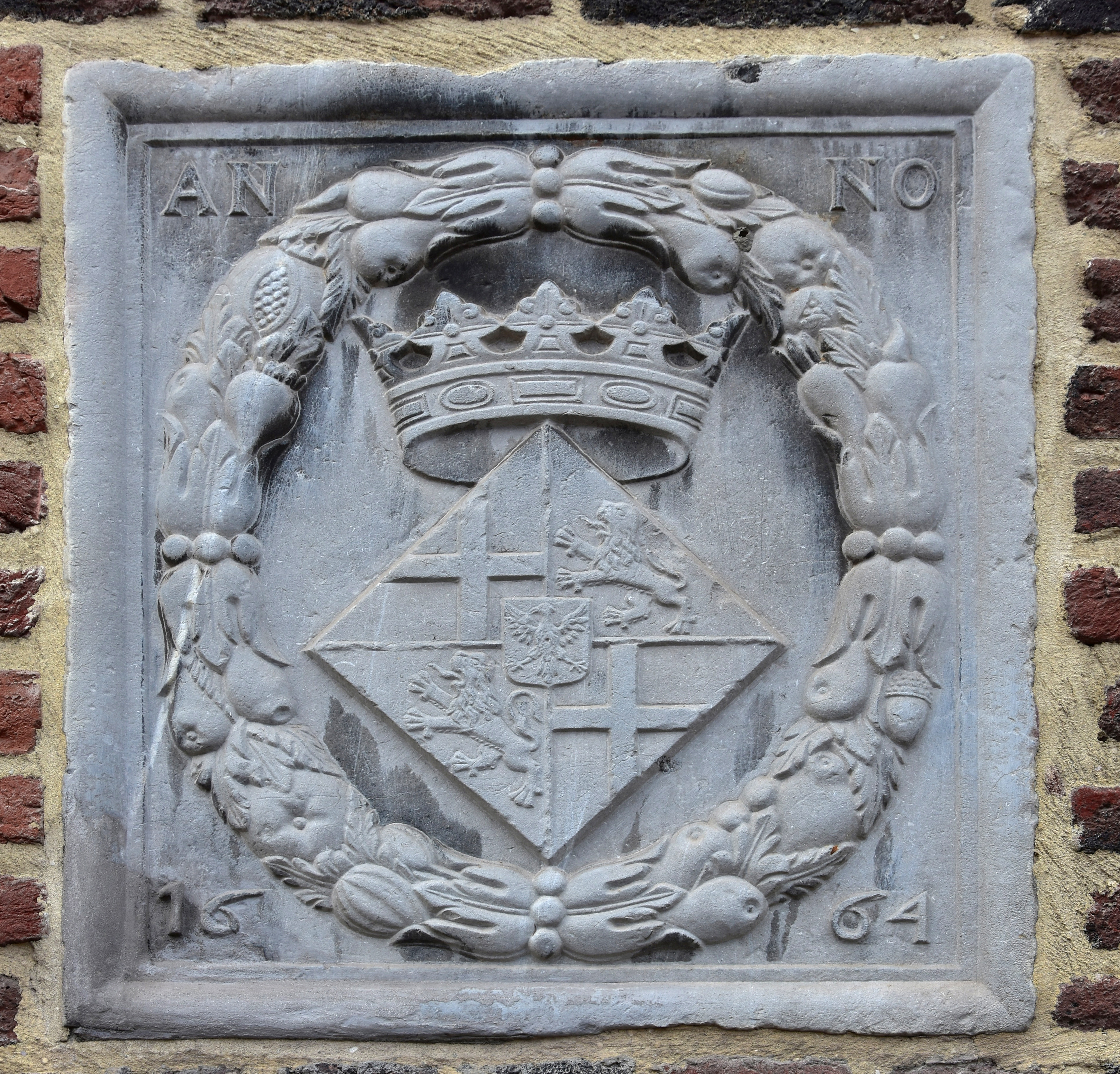
Wapensteen van Isabella Henrietta d'Aspremont-Lynden, abdis van Munsterbilzen (1641-1686)

- 1677: Scutum videlicet caeruleum sive azureum coronatum, quod aquilam albam seu argenteam simplicem, alis pedibusque divaricatis, lingua rubea exserta, dextrorsum respicientem repraesentet, in cuius pectore aliud minus scutum quadripartitum resideat, cuius superior pars dextra et inferior sinistra rubea crucem auream per totum aequaliter extensam, superior vero sinistra et inferior dextra aurea seu flava rubeum leonem, rictu hiante, linguaque exserta, ac bifaria in dorsum reflexa cauda, et anterioribus pedibus ad raptum compositum exhibeat. Scuto maiori ternae galeae clathratae, torneariae vulgo dictae, itidem coronatae incumbant chlamyde, exterius violacea imperialibus aquilis aureis bicipitibus intertexta, interius vero vellere pontico, cum caudulis suis nigris suffulta, ac retro scutum totum propendente obtectae, e quarum media cono supradescripta aquila volaturienti similis pectore tenus exsurgat, dextrae insideat vertagus niger aureo collari vinctus, e sinistra vero praefatus leo rubeus pube tenus emineat, ambo dictam aquilam respicientes. Utrique scuti lateri astent bini telamones viri sylvestres, serto frondeo pubem tecti, altera manu clavae ligneae innixi, altera praefatam chlamydem pandentes.  Zie afbeelding

## Enkele telgen
Joseph-Ferdinand graaf d'Aspremont Lynden (1784-1843)
- François graaf d'Aspremont Lynden (1813-1858), provincieraadslid van Namen
  - Ferdinand graaf d'Aspremont Lynden (1848-1907), burgemeester van Barvaux-Condroz
    - François graaf d'Aspremont Lynden (1877-1970), diplomaat, burgemeester van Barvaux-Condroz
      - Ferdinand graaf d'Aspremont Lynden (1909-1969), burgemeester van Barvaux-Condroz; trouwde in 1942 met jkvr. Jeanine de Roest d'Alkemade (1922-2016), burgemeester van Barvaux-Condroz
        - François graaf d'Aspremont Lynden (1943), bewoner van het kasteel van Barvaux-Condroz (dat sinds 1680 in het geslacht is) en chef de famille
          - Ferdinand graaf d'Aspremont Lynden (1972), vermoedelijke opvolger als chef de famille

      - Huguette gravin d'Aspremont Lynden (1911-1973); trouwde met Claude graaf de Beauffort (1909-1992), burgemeester van Onoz

    - Raoul graaf d'Aspremont Lynden (1879-1961), burgemeester van Barvaux-Condroz

  - Yolande gravin d'Aspremont Lynden (1849-1917); trouwde in 1869 Jules graaf de Beauffort (1841-1903), burgemeester van Linden
  - Charles graaf d'Aspremont Lynden (1853-1931); trouwde in 1878 met jkvr. Wilhelmine de Maillen (1856-1929)
    - Guy graaf d'Aspremont Lynden de Maillen (1882-1962), verkreeg in 1909 naamstoevoeging voor hem en zijn nageslacht de Maillen, als erfgenaam van zijn oom, de laatste markies de Maillen, Albert markies de Maillen (1863-1904), trouwde in 1907 met Madeleine Van Goidtsenhoven (1882-1927). Ze kregen twee kinderen, met afstammelingen tot heden.
      - Didier graaf d'Aspremont Lynden de Maillen (1910-1978), burgemeester van Mohiville, trouwde in 1937 met Marguerite gravin d'Arschot Schoonhoven (1916-1942). Ze kregen een dochter. Trouwde vervolgens met Nicole de Curièrres de Castelnau. Ze kregen zeven kinderen, met afstammelingen tot heden.

    - Ghislaine gravin d'Aspremont Lynden (1887-1952), trouwde in 1919 met Jean-Marie baron de Troostembergh (1888-1964), kanselier van de Belgische vereniging van ridders van de Orde van Malta en medestichter van de Vereniging van de Adel van het Koninkrijk België. Ze kregen twee kinderen, met afstammelingen tot heden.
    - Charles-Albert graaf d'Aspremont Lynden (1888-1967), voorzitter van de Federatie van Katholieke Kringen en Conservatieve Verenigingen, provincieraadslid van Namen, senator, volksvertegenwoordiger, minister van Landbouw, minister zonder portefeuille en buitengewoon gezant in Mexico. Hij trouwde in 1912 met Édith barones de Favereau de Jeneret (1889-1961), dochter van politicus Paul de Favereau. Ze kregen twee kinderen, met afstammelingen tot heden
      - Harold graaf d'Aspremont Lynden (1914-1967), burgemeester van Natoye, provincieraadslid van Namen, minister van Afrikaanse Zaken en senator. Hij trouwde in 1941 met Doris barones van der Straten Waillet (1916-1967), dochter van Joseph-Louis van der Straten Waillet, burgemeester van Waillet. Ze kregen vijf kinderen, met afstammelingen tot heden.
        - Catherine gravin d'Aspremont Lynden (1951), trouwde in 1972 met Jean-Pierre baron Berghmans (1949), voorzitter en gedelegeerd bestuurder van de groep Lhoist

    - Antonia gravin d'Aspremont Lynden (1893-1984), trouwde in 1921 met Paul de Favereau de Jeneret (1886-1969), zoon van politicus Paul de Favereau en burgemeester van Bende en voorzitter van de provincieraad van Luxemburg. Ze kregen vijf kinderen, met afstammelingen tot heden.
    - Gobert graaf d'Aspremont Lynden (1895-1975), ambassadeur en grootmaarschalk aan het Hof, trouwde in 1920 met Marie Blanche barones d'Overschie de Neeryssche (1897-1990). Ze kregen tien kinderen, met afstammelingen tot heden.
    - Geoffroy graaf d'Aspremont Lynden (1904-1979), ambassadeur, trouwde in 1928 met Ghislaine Michel de Pierredon (1907-1972). Ze kregen vijf kinderen, met afstammelingen tot heden.
      - Hedwige gravin d'Aspremont Lynden (1932-2014), huwde met Patrick del Marmol (1930-2019), zoon van verzetsstrijder Jean del Marmol. Ze kregen vier kinderen, met afstammelingen tot heden.
      - Claude graaf d'Aspremont Lynden (1946), econoom en hoogleraar aan de Université catholique de Louvain, trouwde in 1969 met Antoinette prinses de Merode (1949), econoom, bestuurder en hoogleraar aan de Université Lille Nord de France. Ze kregen drie kinderen, met afstammelingen tot heden.
        - Alexandre graaf d'Aspremont Lynden (1974), hoogleraar aan de Princeton-universiteit en de École normale supérieure

      - Armand graaf d'Aspremont Lynden (1946), secretaris-generaal van de Fondation Louvain van de Université catholique de Louvain, trouwde met Marie-Louise del Marmol (1952-2007), dochter van verzetsstrijder Jean del Marmol. Ze kregen drie kinderen, met afstammelingen tot heden.
        - Jean graaf d'Aspremont Lynden (1978), hoogleraar aan de universiteiten van Manchester en Amsterdam
- Guillaume graaf d'Aspremont Lynden (1815-1889), burgemeester, senator en minister

### Adellijke allianties
- Van der Straten Wallay (1812), De Copis (1845), De Beauffort (1869 en 1934), De Maillen (1873 en 1878), De Briey (1874), Van der Straten Waillet (1876 en 1941), De Bonhome (1908), Van der Burch (1910), De Favereau (1912), D'Huart (1913 en 1957), De Selliers de Moranville (1916 en 1989), De Troostembergh de Troostembergh (1919), D'Overschie de Neeryssche (1920), De Favereau de Jeneret (1921), D'Arschot Schoonhoven (1937), De Roest d'Alkemade (1942), Van Zuylen (1945), De Curières de Castelnau (1948, Franse adel), Van den Branden (1949), Von Auersperg (1954, Oostenrijkse adel), De Limburg Stirum (1956), Nothomb (1960), De Laminne de Bex (1964), De Spoelberch (1965), De Potter d'Indoye (1966), De Merode (1969), De Lestrange (1970, Franse adel), Del Marmol (1970 en 2011), Berghmans (1972), Von Thun und Valsassina (1973, Oostenrijkse adel), D'Oultremont (1976), De Lichtervelde (1982), Papeians de Morchoven dit van der Strepen (1984), t'Serstevens (1988), De Spirlet (1988), De Villenfagne de Vogelsanck (1990), Christyn de Ribeaucourt (1992), Von Thurn und Taxis (1998, Oostenrijkse adel), De Biolley (1999), Casier (2001), D'Ursel (2004), De Montpellier d'Annevoie Hennequin de Villermont (2011), De Liedekerke de Pailhe (2016)

### Bezittingen
- Kasteel d'Aspremont-Lynden, Kasteel van Barvaux-Condroz, Château du Ry, Château de Mouffrin

## Andere telgen
- Ferdinand Gobert d'Aspremont Lynden (ca. 1645-1708), Oostenrijks veldmaarschalk